# Grupo de recreación histórica "El Comité"
El Grupo de Recreación Histórica El Comité (abreviado GRH El Comité) es una asociación sin ánimo de lucro especializada en divulgar el periodo de la Guerra Civil Española (1936-1939), de forma rigurosa y accesible, mediante la recreación histórica. 

## Historia
El Comité se funda el 8 de abril de 2020 en Zaragoza, aunque actualmente posee miembros repartidos por toda la geografía española. En sus primeros años de vida, la asociación organizó el Campamento de Guerra Civil de Robres en sus ediciones de 2021 y 2022, siendo la edición de 2023 proyectada pero nunca llevada a cabo debido al cambio de prioridades en la Alcaldía. Durante ese mismo periodo de tiempo, en colaboración con la Universidad de Zaragoza, se celebraron tres ediciones del Curso Extraordinario de Verano “Public History, Guerra Civil, recreación histórica y puesta en valor del patrimonio”. También ha colaborado con la Universidad de Barcelona, en forma de artículos científicos en su revista Ebre 38, siempre en sintonía con uno de sus objetivos fundamentales, la divulgación del conocimiento histórico.
Actualmente realiza un evento de carácter privado, “Cota 221”, situada en la zaragozana localidad de Fuentes de Ebro. Se trata de un campamento para recreadores, un espacio para intercambiar y desarrollar el conocimiento con el fin de mejorar la calidad de la divulgación de la Guerra Civil. Dicho evento se caracteriza por la inmersión total para el recreador, desde la comida y la bebida hasta el alojamiento o las actividades.
Paralelamente a sus actividades organizando eventos, la asociación también colabora asiduamente son otras asociaciones, asistiendo a casi todos los eventos que se celebran por la geografía española. También ha colaborado con instituciones públicas, empresas privadas y centros de enseñanza, con exposiciones, jornadas históricas y asesoría en proyectos audiovisuales.

## Uniformidades

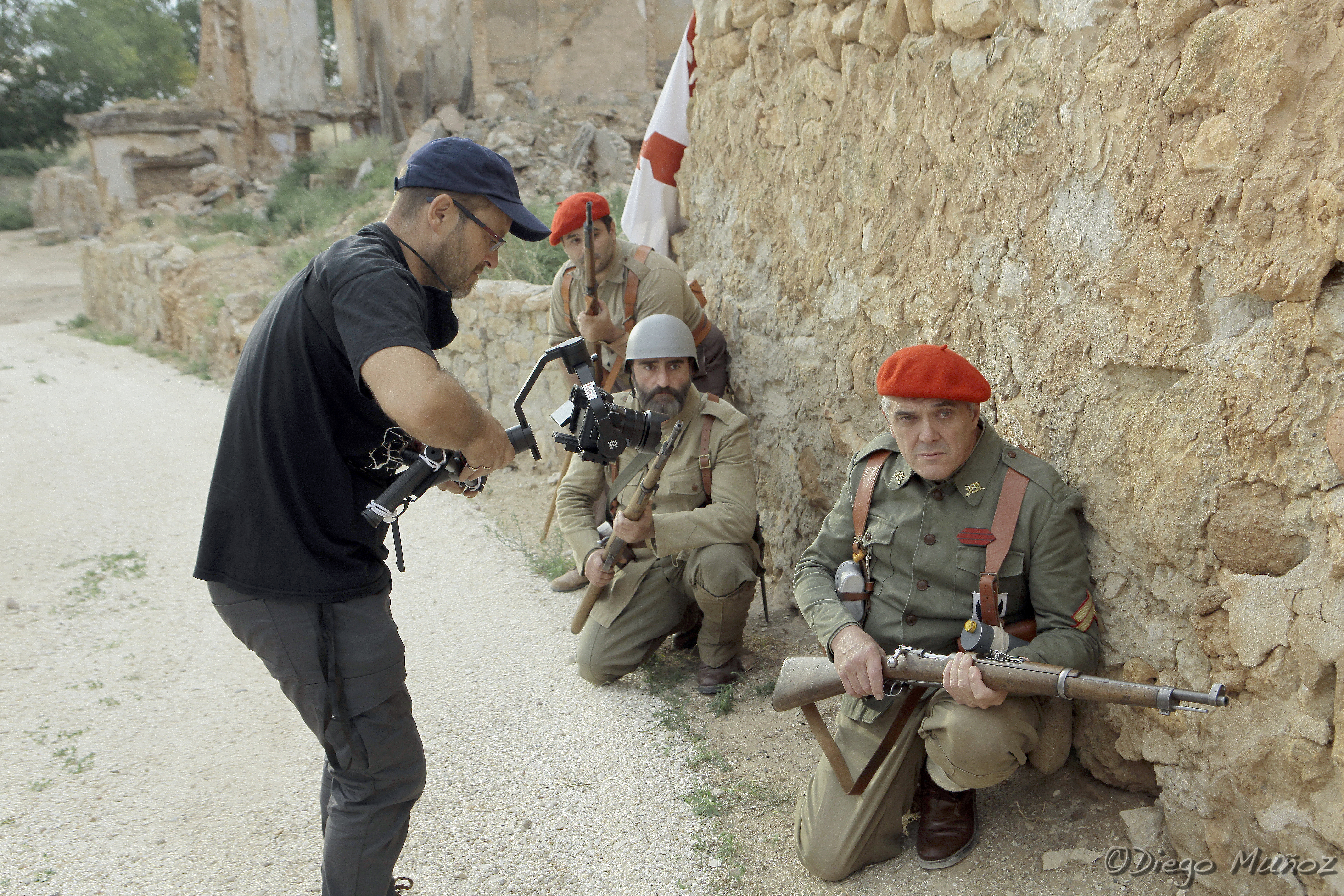
Grabación de material audiovisual, en Belchite, para el programa Colofonia, de Aragón Televisión. Fotógrafo: Diego Muñoz.

La Asociación dispone de varias uniformidades grupales de ambos bandos, aunque se permite a los miembros representar otras unidades de forma individual. Actualmente son:
- Infantería sublevada
- Ejército Popular Regular
- Infantería de Montaña
- Milicias sindicales y políticas
- Requetés
- Ingenieros del ejército
- Sanidad Militar

## Objetivos
1) La investigación acerca de la historia de España, especialmente del periodo de la Guerra Civil Española.
2) La promoción y divulgación del conocimiento histórico, especialmente del periodo de la Guerra Civil Española.
3) La defensa de la memoria histórica de España y de sus gentes.

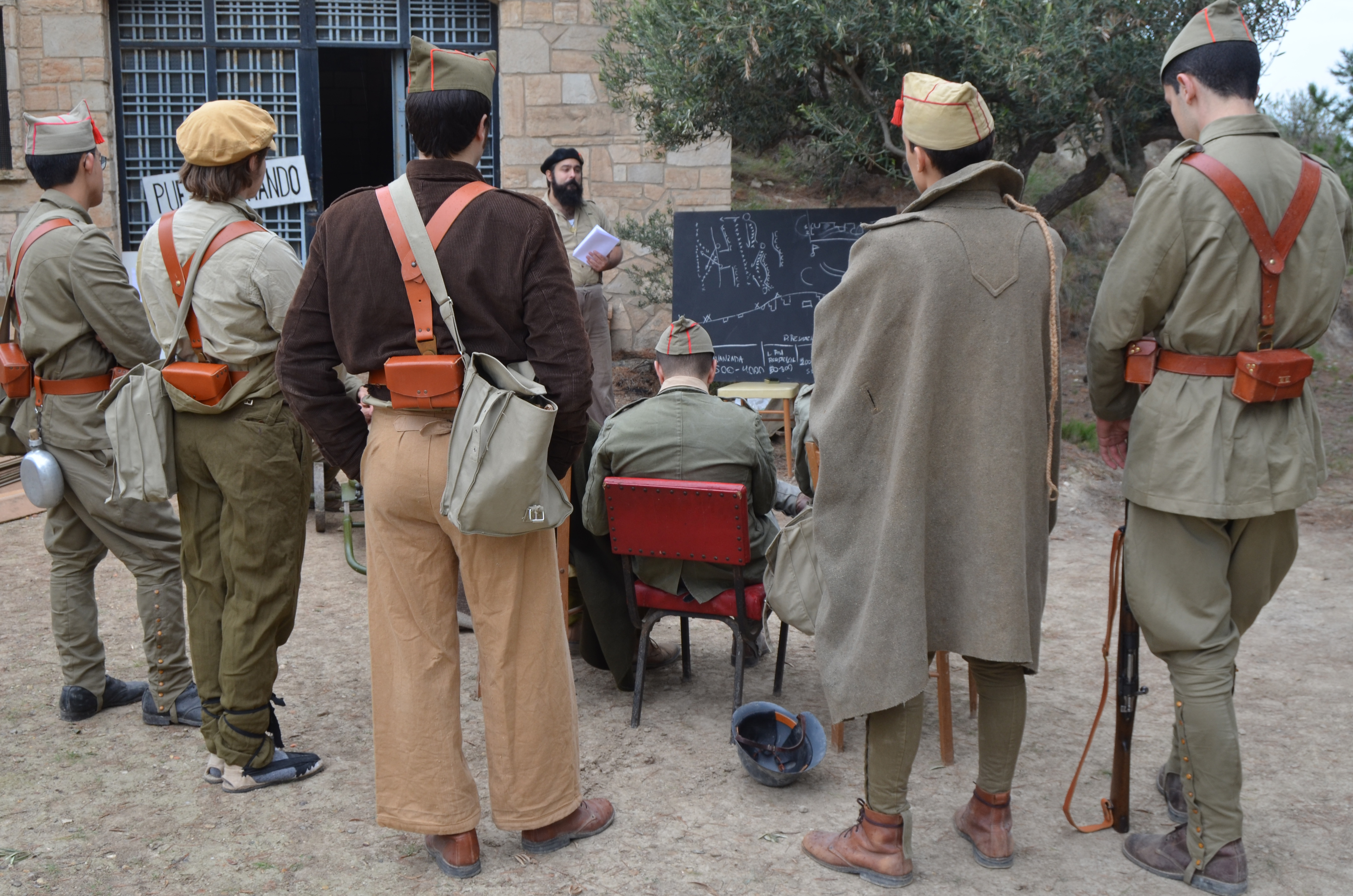
Un socio de la asociación explica teoría sobre fortificación al resto de compañeros, basándose en manuales de los años 30.

4) El apoyo a otras asociaciones o personas que tengan fines similares.